# Napeogenes sulphurina
Napeogenes sulphurina är en fjärilsart som beskrevs av Bates 1862. Napeogenes sulphurina ingår i släktet Napeogenes och familjen praktfjärilar. Inga underarter finns listade i Catalogue of Life.